# Siri Lindley
Siri Elizabeth Lindsey née le 26 mai 1969 à Greenwich dans le Connecticut, est une triathlète professionnelle américaine, victorieuse de deux coupes du monde (2001 et 2002) et championne du monde en 2001 à Edmonton au Canada.

## Biographie
Siri Lindley excelle dans les sports dès son plus jeune âge, mais ne pratique ni le triathlon ni même la course à pied ou le cyclisme. À l'Université, elle joue au hockey sur gazon ainsi qu'au hockey sur glace. Après l'obtention de son diplôme universitaire en 1992, elle entend  parler du triathlon par un ami qui l' invite à une course.
Pour devenir triathlète un long travail s'impose car elle doit apprendre à nager, mais également trouver du temps pour s'entraîner en dépit de son travail de plus de 60 heures par semaine au YMCA local. Après plusieurs années d'effort où elle sacrifie ses pauses du matin, du midi et du soir pour s'entraîner, elle  quitte son emploi et sa vie à Worcester (Massachusetts), afin de poursuivre son rêve dans la ville phare du triathlon américain - Boulder dans le Colorado.
Loretta Harrop lui propose alors de rejoindre l'équipe entrainée par Brett Sutton, après plusieurs années de collaboration, celui-ci reste de son point de vue, le meilleur entraineur du monde.
En 2001, Lindley  remporte sa première coupe du monde à l'âge de 31 ans. L'année suivante, elle devient numéro un mondial en remportant six courses consécutives en coupe du monde et le titre de championne du monde. Elle remporte à nouveau la coupe du monde l'année d'après.
À la fin de la saison 2002, elle prend sa retraite sportive et fonde en 2003 un club de formation de triathlètes (Team Athletes Sirius). De grands noms passent par ce club situé à Boulder dans le Colorado dont l'Australienne Mirinda Carfrae et la Néerlandaise Yvonne van Vlerken.

### Vie privée
En 2014, elle se marie avec la triathlète australienne Rebekah Keat, elles habitent à Boulder dans le Colorado. En novembre 2019, elle a reçu un diagnostic de leucémie aigüe myéloïde et a participé à un essai clinique au campus médical d'Anschutz de l'Université du Colorado. L'année suivante, elle a été déclarée sans cancer après avoir reçu les résultats de sa dernière biopsie de la moelle osseuse.

## Palmarès
Le tableau présente les résultats les plus significatifs (podium) obtenus sur le circuit national et international de duathlon et de triathlon depuis 2000,.
| Année | Compétition                              | Pays       | Position           | Temps           |
| ----- | ---------------------------------------- | ---------- | ------------------ | --------------- |
| 2002  | Coupe du monde - Classement Général      |            | Médaille d'or      |                 |
| 2002  | Coupe du monde - l'étape de Corner Brook | Canada     | Médaille d'or      | 2 h 5 min 43 s  |
| 2002  | Coupe du monde - l'étape de Tiszaújváros | Hongrie    | Médaille d'or      | 1 h 57 min 4 s  |
| 2002  | Coupe du monde - l'étape de Lausanne     | Suisse     | Médaille d'or      | 2 h 2 min 42 s  |
| 2002  | Coupe du monde - l'étape d'Edmonton      | Canada     | Médaille d'or      | 2 h 1 min 33 s  |
| 2002  | Coupe du monde - l'étape de Hambourg     | Allemagne  | Médaille d'argent  | 1 h 56 min 57 s |
| 2002  | Coupe du monde - l'étape de Geelong      | Australie  | Médaille de bronze | 2 h 3 min 5 s   |
| 2001  | Championnat du monde                     | Canada     | Médaille d'or      | 1 h 58 min 50 s |
| 2001  | Championnat du monde d'aquathlon         | Canada     | Médaille d'or      | 0 h 25 min 9 s  |
| 2001  | Coupe du monde - Classement Général      |            | Médaille d'or      |                 |
| 2001  | Coupe du monde - l'étape de Toronto      | Suisse     | Médaille d'or      | 2 h 0 min 4 s   |
| 2001  | Coupe du monde - l'étape de Rennes       | France     | Médaille d'or      | 1 h 59 min 32 s |
| 2001  | Coupe du monde - l'étape de Lausanne     | Suisse     | Médaille d'or      | 2 h 7 min 8 s   |
| 2001  | Coupe du monde - l'étape de Corner Brook | Canada     | Médaille d'or      | 2 h 3 min 16 s  |
| 2001  | Coupe du monde - l'étape de Tiszaújváros | Hongrie    | Médaille d'or      | 1 h 56 min 47 s |
| 2001  | Coupe du monde - l'étape de Ishigaki     | Japon      | Médaille de bronze | 1 h 58 min 15 s |
| 2000  | Championnats panaméricains               | Mexique    | Médaille d'or      | 1 h 57 min 52 s |
| 2000  | Championnats du monde de duathlon        | France     | Médaille d'argent  | 2 h 2 min 3 s   |
| 2000  | Championnat des États-Unis               | États-Unis | Médaille d'argent  | 2 h 0 min 14 s  |
| 2000  | Coupe du monde - Classement Général      |            | Médaille de bronze |                 |
| 2000  | Coupe du monde - l'étape de Lausanne     | Suisse     | Médaille d'or      | 2 h 5 min 22 s  |
| 2000  | Coupe du monde - l'étape de Cancún       | Mexique    | Médaille d'or      | 1 h 57 min 52 s |
| 2000  | Coupe du monde - l'étape de Tiszaújváros | Hongrie    | Médaille d'argent  | 1 h 55 min 16 s |